# Gnathophyllum precipuum
Gnathophyllum precipuum är en kräftdjursart som beskrevs av Titgen 1989. Gnathophyllum precipuum ingår i släktet Gnathophyllum och familjen Gnathophyllidae. Inga underarter finns listade i Catalogue of Life.